# Johann Adolph Hasse
Johann Adolf Hasse (Bergedorf, 1699. március 25. – Velence, 1783. december 16.) 18. századi német barokk zeneszerző, Carl Heinrich Graun mellett az olasz opera legjelentősebb képviselője német nyelvterületen. A Metastasio-féle opera seria egyik legjelentősebb alakja volt.

## Élete
1699-ben a Hamburg melletti Bergendorf városában látta meg a napvilágot régi egyházzenei család gyermekeként. Apja orgonista és iskolaigazgató volt, fiát is tanítgatta muzsikálni. Johann, akárcsak csak sok más korabeli operaszerző, énekesként kezdte a pályáját. Szép hangjának köszönhetően már 18 éves korában ajánlatot kapott a Hamburgi Operától, majd 1719-ben a braunschweigi Operához szerződött. A komponáláshoz is hamar kedvet kapott: 1721-ben mutatták be első operáját Antioco címen. A darabot igen ellentmondásosan ítélte meg a korabeli közönség.
Támogatói felismerték tehetségét, de azzal is szembesülniük kellett, hogy pártfogoltjuk elég hiányos ismeretekkel rendelkezett. Ezért a következő évben itáliai útra küldték. Hasse Nápolyba utazott, ahol Alessandro Scarlatti tanítványa lett. Közben szorgalmasan ismerkedett más olasz mesterek műveivel is, sűrűn látogatta a város színházainak operaelőadásait. Megismerte és elsajátította a korabeli zenei újításokat, és hamarosan Leonardo Vinci mellett az új zenei stílus egyik első számú képviselőjévé nőtte ki magát Nápoly városában.
1725-ben állt először az olasz közönség elé Antonio et Cleopatra című serenatájával, majd a következő évben bemutatták első Itáliában készült operáját is Sasostrate címmel. A darab akkora sikert aratott, hogy hamarosan egész Itáliát bejárta. A sikeren felbuzdult zeneszerző gyors egymás után komponálta műveit és korának egyik legünnepeltebb színpadi szerzője lett.
1730-tól Velencében működött, a Scuola degl’ Incurabili tanára lett, majd 1731-ben visszatért a Német-római Birodalom területére, ahol Drezdában kinevezték az opera vezérigazgatójává. Itt Cleofide című darabjával mutatkozott be és aratott óriási sikert. A darab bemutatója kapcsán több német zeneszerzővel is volt alkalma találkozni és jó kapcsolatot kialakítani. Többek között ekkor került kapcsolatba az előadást megtekintő Johann Sebastian Bachhal. Hasse azonban hamar útra kelt a szász fővárosból.
Az 1730-as és 40-es években sorra látogatta Európa operaéletének központjait. 1733–34 között Bécsben időzött, ahol a fiatal Mária Terézia zenetanára volt, majd Londonba utazott, ahol bemutatták Artaserse című operáját. De Hasse nem akart az európai operaélet perifériájára kerülni, ezért hamar visszatért a kontinensre. 1742-ben II. Frigyes porosz király megtekintette Hasse Lucio Paprio című darabjának egy előadását, és egyből a zeneszerző rajongója lett. 1745-ben legfontosabb feladatának tartotta, hogy Hasse Armino című darabjának az előadásait látogassa. Természetesen bőkezűen megjutalmazta a zeneszerzőt, és hamarosan szerződtette Carl Heinrich Graun mellé a Drezdai Operába.
1760-ban Drezda súlyos ostromot szenvedett el hétéves háborúban. A tűzvészben Hasse minden vagyona oda lett, és minden, összkiadásra összegyűjtött kézirata elégett. Művei ekkor már széles körben elterjedtek, így szerencsére a művek másolatai fennmaradtak. A háború után a város pénzügyi gondokkal küszködött és az operát bezárták. Hasse Bécsbe utazott, ahol jelentős szerepet játszott a reformerek és Metastasio operaküzdelmében. Metastasio jó barátja volt, egymás után zenésítette meg a szövegkönyveit, de ugyanakkor elkészítette a korszak egyik legjelentősebb reform operáját, Piramo e Tisbe címmel.
Ezután nem sokkal Itáliába távozott, ahol a Mária Terézia parancsára elkészítette utolsó operáját, a Ruggierót, Mozart Ascanio in Albájával versenyezve. Az ifjú mester darabját meghallgatva azonban kijelentette: „Ennek a legénykének a zenéje mindannyiunkat feledésre fog ítélni”. Ugyanakkor Mozart is nagy tisztelője volt az idős mesternek, és évekkel később azt írta egyik levelében, hogy a Ruggério összes áriáját fejből tudja. Hasse végül Velencében telepedett le, itt érte utol a halál.

## Munkássága
Hasse összesen 56 opera seiát komponált és 40 darabhoz írt betétáriákat és intermezzókat. A darabok az Alessandro Scarlatti késő-nápolyi operatípusát követik. Felépítésük hagyományosnak mondható: bevezető sinfonia, da capo áriák. A barokk stílus jegyeket azonban sokszor az új, gáláns stílus jegyeivel színezte. Hassét énekesként elsősorban az áriák, a dallam foglalkoztatta és szinte mindent ennek rendelt alá. Későbbi darabjaiban azonban rövidebbek a da capo áriák, jelentősebb szerepet kap a kórus, a hangszeres zene befolyása is megnövekedett. Gluck opera reformjához is közelít egyes darabjaival. Drezdai operáinak nagy része sematikus, drámai szerkezet és zenei anyag tekintetében egyaránt. A darabok sablonossága a maga korában hozzájárult a szerző népszerűségének növekedéséhez, de Hasse halála után nagy szerepük volt a szerző háttérbe szorulásában a világ operaszínpadain. Azonban ez a fajta monoton sematikusság csak a drezdai darabjait jellemzik. Időben előrehaladva megfigyelhető a recitativo fontosságának növekedése, a drámai hatás kiszélesedése.
Életművének jelentős darabjai oratóriumai is. Tizenegy darabot írt ebben a műfajban olasz nyelven. A művek a drezdai udvar vagy Velence számára készültek. A darabok stilárisan a nápolyi iskola követői. Hasse sajátossága a kifejezésteli secco-recitativo, valamint a plasztikus zenekari közjátékok, a kórusok sajátos kezelése.
Hasse zenekari műveket is alkotott. Ezeknek jelentősége azonban elmarad operái és oratóriumai mellett. Élete vége felé főleg egyházzenei kompozíciókat alkotott. A késő barokk zenéből indult ki, aztán többnyire gáláns stílusban komponált, de utolsó művei már a klasszicizmus jegyeit is

## Operái
- Antioco (1721)
- Sesostrate (1726)
- L'Astarto (1726)
- Gerone, tiranno di Siracusa (1727)
- Attalo, re di Bitinia (1728)
- L'Ulderica (1729)
- Tigrane (1729)
- Ezio (1730)
- Artaserse (1730)
- Dalisa (1730)
- Arminio (1730)
- Cleofide (1731)
- Catone in utica (1731)
- Demetrio (1732)
- Cajo Fabrizio (1732)
- Euristeo (1732)
- Siroe (1733)
- Tito Vespasiano (1735)
- Senocrita (1737)
- Atalanta (1737)
- Asteria (1737)
- Irene (1737)
- Alfonso (1738)
- Viriate (1739)
- Serpentes ignei in deserto (1740)
- Numa (1741)
- Lucio Papirio (1742)
- L'asilo d'amore (1742)
- Didone abbandonata (1742)
- Issipile (1742)
- Antigono (1743)
- Ipermestra (1744)
- Semiramide riconosciuta (1744)
- La spartana generosa (1747)
- Leucippo (1747)
- Demofoonte (1748)
- Il Natale di Giove (1749)
- Attilio Regolo (1750)
- Ciro riconosciuto (1751)
- Adriano in Siria (1752)
- Solimano (1753)
- L'eroe cinese (1753)
- Artemisia (1754)
- Il re pastore (1755)
- L'Olimpiade (1756)
- Nitteti (1758)
- Il sogno di Scipione (1758)
- Achille in Sciro (1759)
- Alcide al bivio (1760)
- Zenobia (1761)
- Il trionfo di Clelia (1762)
- Egeria (1764)
- Romolo ed Ersilia (1765)
- Partenope (1767)
- Piramo e Tisbe (1768)
- Ruggiero (1771)